# 565184 Janusz
565184 Janusz este o planetă minoră (asteroid) din centura de asteroizi. A fost descoperită pe 22 februarie 2012 la  de . 
Obiectul prezintă o orbită caracterizată de o semiaxă mare de 3,1615184468826 UAi, o excentricitate de 0,11471910290441, o înclinație de 17,900199174121 ° în raport cu ecliptica.